# ソル・プラーチェ
ソル・プラーチェ（Sol Plaatje）は、南アフリカ共和国北ケープ州Frances Baard郡にある都市（B自治体）、同州の州都である。中心地はキンバリー。
自治体の名前は、南アフリカ共和国の政治家Solomon Tshekisho Plaatjeの名にちなんでいる。